# (7775) Taiko
(7775) Taiko (1992 XD) – planetoida z pasa głównego asteroid okrążająca Słońce w ciągu 4,36 lat w średniej odległości 2,67 j.a. Odkryta 4 grudnia 1992 roku.